# St Mary's Cambridge School, Rawalpindi

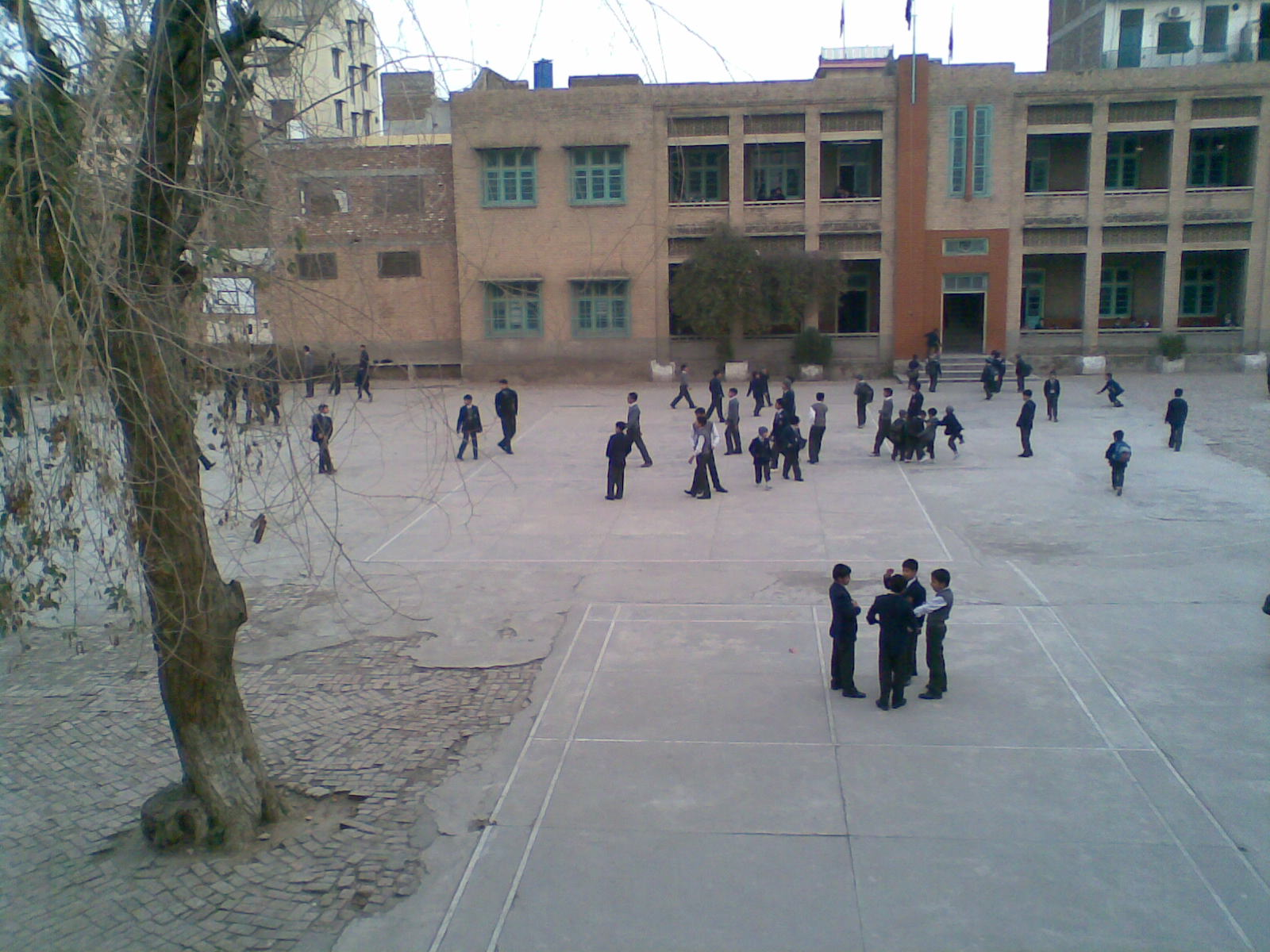
Image représentant la cours de St. Mary's School

St Mary's Cambridge School est une école secondaire située sur la route Murree, à Rawalpindi, dans le nord du Pakistan.

## Histoire
St. Mary's School de Cambridge est l'une des plus anciennes écoles indépendantes de Rawalpindi. Elle a emménagé dans un vieux bâtiment auparavant utilisé comme hôpital (Holy Family Hospital). Celui-ci déménage dans ses locaux actuels dans le quartier Satellite Town (en) au début des années 1950 et le bâtiment remis à l'école.
Pendant des décennies, St. Mary's a offert à la population locale une éducation de qualité. Elle est en concurrence avec les écoles privées qui émergent dans les années 1980. L'école est détenue et gérée par le diocèse catholique d'Islamabad-Rawalpindi. Elle dispense un enseignement religieux de l'Islam selon le programme fixé par le conseil scolaire local.

## Emplacement
St. Mary's est située sur la route entre Murree Liaqat Bagh et le Comité Chowk. Autrefois facilement accessible depuis n'importe où dans Rawalpindi et d'Islamabad, l'augmentation du trafic automobile rend l'école difficilement accessible aux élèves des zones les plus lointaines. L'école ne dispose pas d'assez de places de stationnement pour les enseignants ni de zones de dépose les enfants.

## Équipements
Cette école s'adresse uniquement aux garçons. Les classes vont de la maternelle à la terminale (connu sous le nom de matriciel). Après la huitième année sont offertes des options de biologie et d'informatique. Mais depuis 2010, cela n'a plus cours et un jury d'examen se réunit en huitième année. Toutes les études cont de sciences des et de l'informatique. Il y a un livre de sciences, divisé en trois parties : biologie, chimie et physique. L'école dispose de trois bâtiments principaux, avec un bloc distinct pour l'enseignement primaire. Il a une surface de jeu utilisé pour le football et le cricket, il a aussi un terrain de basket, un terrain de volley et un terrain de badminton en plein air.
St. Mary's offre une formation bien équilibrée, non seulement en mettant l'accent sur le programme, mais aussi en vue de développer les capacités de ses garçons dans divers domaines comme les arts, le théâtre, le débat et le sport.

## Événements
Le 10 mai 2008, l'école a été le théâtre d'une course pour le programme de l'unité. Il s'agissait pour des élèves de onze à quinze ans d'épreuves de rédaction, de poésie, de chant et des concours de réalisation vidéo. Mgr Adolfo Tito Yllana, le nonce apostolique du Pakistan, et l'évêque Anthony Lobo y ont assisté.